# Hit Mania Dance Champions 2001
Hit Mania Dance Champions 2001 è una raccolta di successi eurodance, house, techno, dance e pop mixati da Mauro Miclini, pubblicata nella primavera del 2001. Fa parte della collana Hit Mania.

## Tracce
1. Gigi D'Agostino & Albertino – Super
2. The Soundlovers – Living In Your Head
3. Deepswing – In The Music
4. Eiffel 65 – Back In Time
5. Paps'n'Skar – Get It On
6. The Underdog Project – Tonight (Remix)
7. CRW presents Veronika – After The Rain
8. Fragma – Everytime You Need Me (feat. Maria Rubia)
9. Safri Duo – Played-A-Live (The Bongo Song)
10. Shaggy – It Wasn't Me (feat. Rikrok) – 2:53
11. Anastacia – Not That Kind
12. The Bumba Victims – Sexy Eyes
13. Duke – Womanchild
14. Fused – Saving Mary
15. Eartha Kitt vs. Joe T. Vannelli – This Is My Life (My Love Is Free)
16. Brooklyn Bounce – Bass, Beats & Melody
17. Cosmic Gate – Exploration Of Space
18. Budget – Time Is On My Side
19. Sono – Keep Control
20. Westlife – I Lay My Love On You – 3:12
21. ROM Track – Vale Tutto – 4:03